# Премія за ризик
 «Премія за ризик» (англ. The Prize of Peril) — науково-фантастичне оповідання  Роберта Шеклі, написане в 1958 році і вперше опубліковане в збірці «Крамниця нескінченності» в 1960 році. У творі автор піднімає питання про свободу волі людини, про усвідомлення життя і смерті, про сенс ризику за гроші, і про суть так званих реаліті-шоу.

## Сюжет
Джим Редер бере участь у найвідомішому і небезпечному шоу жахів «Премія за ризик». Головне завдання учасника протриматися живим сім днів. Зробити це вкрай складно, бо на Редера полює банда Томпсона.
Редер брав участь і в інших подібних передачах. В одних випадках професіоналів замінюють аматори (так, Редер пробував себе в якості тореадора), в інших небезпеки навмисне створюються організаторами шоу (як в «Підводному ризику»).
Багато разів він був на волосок від смерті, але його рятували добрі телеглядачі, попереджаючи його, годуючи або ховаючи, але при цьому він зустрічав закиди в тому, що зробив дурість, погодившись брати участь в такому шоу. Він дає собі клятву ніколи більше не брати участь в подібних іграх, якщо виживе зараз. Врятувавша Джима, одна дівчина каже, що він погано чіпляється за життя, а шоу потрібно більше видовищ, і банді наказано поки щадити його. Джима ранять, але в підсумку час закінчується, і він перемагає, коли вже бачить дуло пістолета перед особою, а потім від страшної перевтоми непритомніє.

## Різне
- За оповіданням зняті чотири фільми: французький «Смертельний забіг» (Deux billets pour Mexico) 1967 року, німецький «Гра на мільйон» 1970 року[1], франко-югославський «Ціна ризику» 1983 року[2] та українська комедія за мотивами «Формула екстазу» 1993 року[3].
- Твір було озвучено Владом Коппом і DJ Інкогніто в рамках проекту «Модель для збірки».